# Laura Wilson (Schriftstellerin)

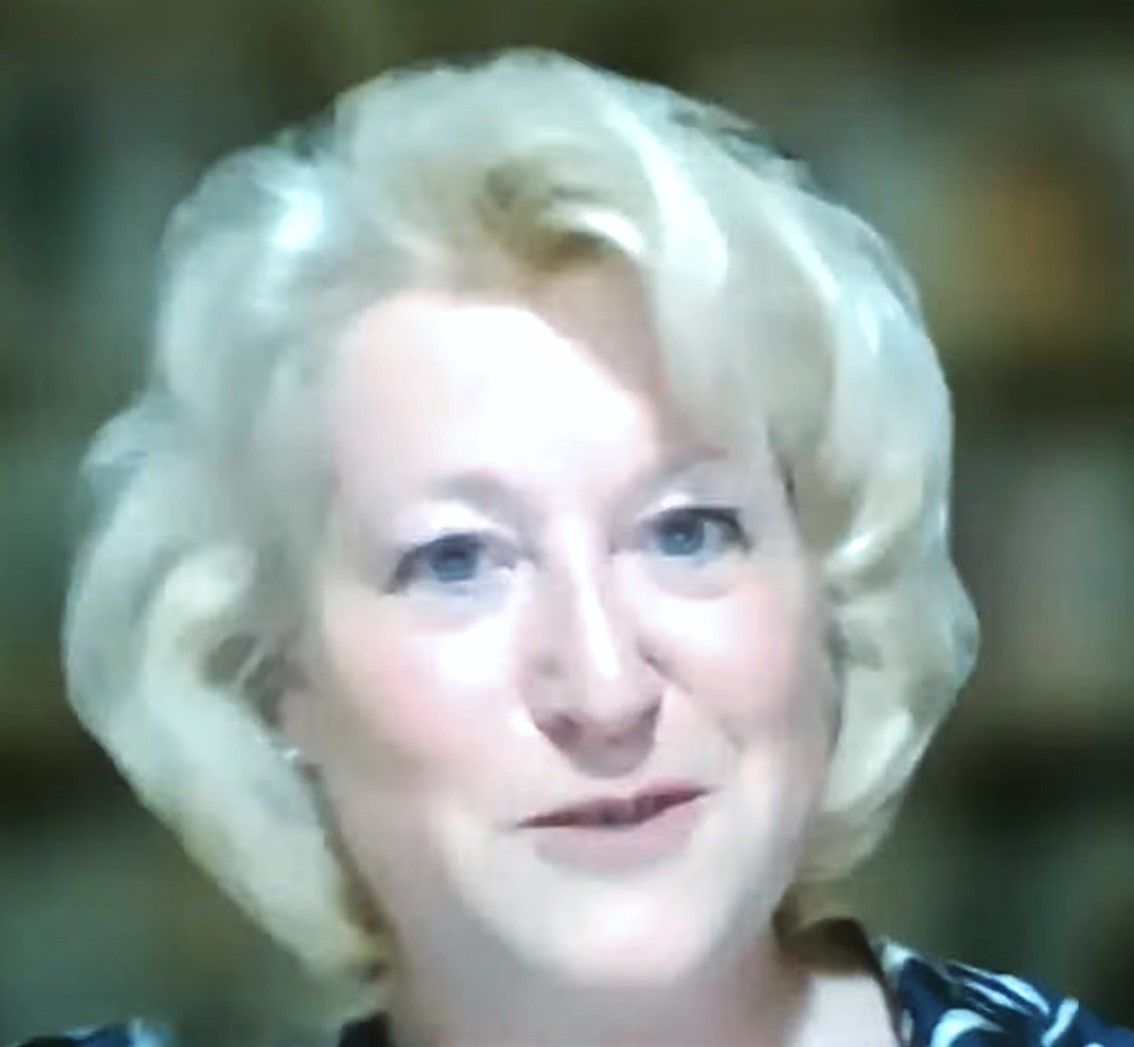
Laura Wilson (Videostandbild 2022)

Laura Wilson (* 1964) ist eine britische Kriminalschriftstellerin. Sie hat zahlreiche Kriminalromane veröffentlicht, von denen einige auch auf Deutsch erschienen sind. Mehrere dieser Romane spielen im London des Zweiten Weltkrieges. Sie schrieb außerdem in den 1990er Jahren einige historische Romane für Kinder.

## Leben
Wilson hat einen Abschluss des Somerville College in Oxford und des University College London in Englischer Literatur. Sie war als Lehrerin und als Sachbuchlektorin tätig.
1999 erschien ihr erster Kriminalroman, A Little Death, der für den Dagger Award der britischen Crime Writers’ Association (CWA) vorgeschlagen wurde. Ihre Romane The Lover und A Thousand Lies waren in der engeren Auswahl für den Gold Dagger der CWA; The Lover war auch in der engeren Auswahl für den Ellis Peters Historical Dagger. 2005 gewann ihr Roman The Lover (dt. Wenn die Nacht kommt) den Prix du polar européen. 2007 gewann sie mit dem Roman Stratton’s War den Ellis Peters Award für den besten historischen Kriminalroman.
Laura Wilson lebt und arbeitet im Stadtteil Islington in ihrem Geburtsort London. Sie ist Rezensentin für Kriminalromane für die Zeitung The Guardian. Außerdem unterrichtet sie an der City University in London Crime Thriller Novel Creative Writing für MA-Studierende.

## Werke

### Kinderbücher
- Daily life in a Victorian House (1993)
- Daily Life in a Tudor House (1995)
- Daily Life in a Wartime House (1996)
- How I Survived the Oregon Trail (1999)
- How I survived the Irish famine: the journal of Mary O'Flynn (2000)

### Kriminalromane
- A Little Death (1999),  deutsch: Ein kleiner Tod (1999)
- Dying Voices (2000),  deutsch: Weg in die Nacht (2000)
- My Best Friend (2001),  deutsch: Ein reines Herz (2002)
- Hello Bunny Alice (2003);  deutsch: Im Dunkel der Angst (2003)
- The Lover (2004);  deutsch: Wenn die Nacht kommt (2005)
- A Thousand Lies (2006);  deutsch: In Abrahams Schoß (2006)
- Stratton's War (2007) (US-Titel: The Innocent Spy)
- The Man Who Wasn't There (2008)
- An Empty Death (2009)
- A Capital Crime (2010)
- A Willing Victim (2012)
- The Riot (2013)
- The Wrong Girl (2015)
- The Other Woman (2018)